# Siedliska (powiat szczycieński)
Siedliska (niem. Freythen w latach 1938–1945 Freithen) – wieś w Polsce położona w województwie warmińsko-mazurskim, w powiecie szczycieńskim, w gminie Pasym.
W latach 1975–1998 miejscowość należała administracyjnie do województwa olsztyńskiego.
Zobacz też: Siedliska, Siedliska Sławęcińskie, Siedliska Żmigrodzkie, Siedliska-Bogusz